# Vall Central Xilena

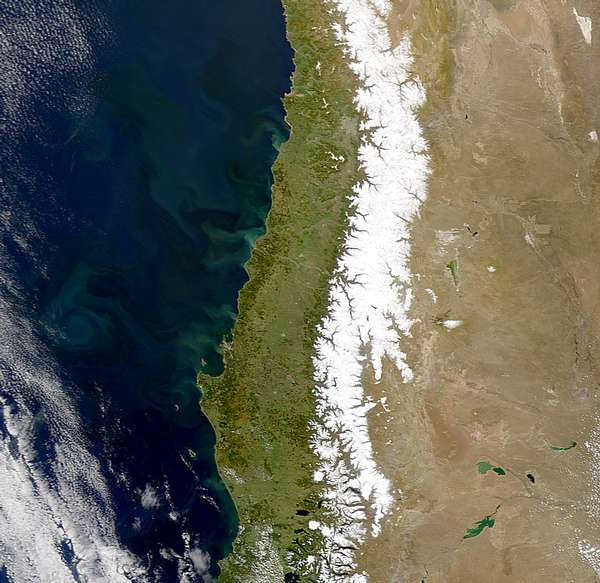
Xile central des de Valparaíso a Valdivia

La Vall Central Xilena, coneguda a Xile com depresión intermedia o valle longitudinal és una de les quatre estructures de relleu principal de la geografia de Xile. Travessa aquest país longitudinalment limitada per dues serralades de muntanyes: els Andes a l'est i la Cordillera de la Costa de Xile a l'oest.
Aquesta Vall Central té una llargada d'uns 960 km i una amplada d'entre 40 i 80 km.
Està formada per una concavitat de la preserralada oriental de la Cordillera de la Costa (Pacífic Sud). Aquesta vall ha estat omplerta per productes de vulcanisme i de l'erosió de les dues serralades i ha adquirit un aspecte de plana per l'efecte de l'erosió de les glaceres, eòlica i hídrica. Es presenta des d'Arica a Puerto Montt, on la depressió intermèdia s'enfonsa a la mar en el sinus de Reloncaví.
Aquesta depressió només està interrompuda a la Patagònia i entre el sud de la Regió d'Atacama i el nord de la Regió de Valparaíso, conformant les anomenades valls transversals (valles transversales).

## Funció socioeconòmica
Aquesta vall longitudinal és el sector amb més vàlua agrícola de Xile. Al nord, entre la Regió de Tarapacá i la Regió de Coquimbo, l'activitat econòmica és escassa per la presència del desert, excepte en certes valls de la darrera regió on es destil·la industrialment el pisco xilè i diversos tipus de vins.
La zona de major activitat agrícola ese concentra entre la Regió Metropolitana, la Regió de Los Ríos i la Regió de Los Lagos, on acaba la vall central Xilena.
Les principals ciutats d'aquesta zona són Santiago de Xile, Valparaíso, Viña del Mar, Rancagua, Curicó, Talca, Chillán, Concepción i Talcahuan.